# Майминський район
Ма́йминський райо́н (рос. Ма́йминский райо́н; алт. Майма аймак) — район Республіки Алтай. Район розташований у північно-західній частині Республіки. Територія — 1 285 км², адміністративний центр району — село Майма. У районі проживають 27 991 тис. осіб в 25 селах, що входять до 7 сільських адміністрацій.
Районний центр — село Майма — засновано в 1810 році і розташовано на Чуйському тракті по берегах р. Майми, що впадає в р. Катунь.

## Історія
16 вересня 1924 на основі існуючих волостей було утворено Майминський аймак у складі Ойротської автономної області з центром у селі Улала. У 1932 Маймінський аймак перетворено на Улалинський, а в 1933 на Ойрот-Турський аймак з центром у місті Ойрот-Тура. В 1939, центр аймаку перенесено в с. Маймі-Чергачак. В 1948, Ойрот-Турський аймак знову перейменовано на Майминський у складі Горно-Алтайської автономної області.
В 1956, до складу Майминського аймаку увійшла територія скасованого Чойського аймаку. В 1962, до складу Майминського аймаку увійшла територія скасованого Елекмонарського аймаку. В 1963, Майминський аймак перетворений на Майминський район. В 1965, частина сільських рад Майминського району були передані до знову утвореного Шебалінського району. В 1980 частина сільських рад Майминського району були передані до знову утвореного Чойського району. 

## Економіка
Основні види виробництва в районі: деревопереробка, молочне скотарство, пантове оленярство, птахівництво, хмелярство, садівництво, овочівництво, бджільництво. Валовий збір хмелю в окремі роки досягає 25 тонн і більш, а виробництво пантов (консервованих) становить до 1,4 тонни, збір меду до 250 тонн.
Район багатий гранітами: порфірами і діоритами, вапняною і керамзитовою сировиною, будівельними пісками і глиною, лісовими ресурсами.